# 1087
Il 1087 (MLXXXVII in numeri romani) è un anno  dell'XI secolo.

## Eventi
- Bari, il 9 maggio le spoglie di San Nicola arrivano in città.
- Regno di Sicilia: si completa la riconquista cristiana dell'isola. Siracusa viene presa dai Normanni dopo un'aspra battaglia di terra e di mare.
- Svezia: il re Ingold I ordina la distruzione del tempio di Uppsala.

## Nati
- 13 settembre - Giovanni II Comneno, imperatore bizantino († 1143)
- Giovanni Axuch, generale bizantino
- Yelü Dashi († 1143)

## Morti
- 5 febbraio - Federico III di Goseck, nobile tedesco
- 15 marzo - Richilde di Hainaut, nobile fiamminga
- 27 giugno - Enrico I della marca del Nord, nobile tedesco
- 14 agosto - Leone Diogene, imperatore bizantino (n. 1069)
- 9 settembre - Guglielmo I d'Inghilterra, condottiero normanno (n. 1028)
- 16 settembre - Papa Vittore III, papa, cardinale e vescovo cattolico italiano (n. 1027)
- 25 settembre - Simone I di Montfort, nobile francese
- 12 novembre - Guglielmo I di Borgogna, conte
- 22 novembre - Jaropolk Izjaslavič, principe
- 13 dicembre - Maria Dobroniega di Kiev, nobile ucraina
- 25 dicembre - Anselmo di Nagold il Giovane, nobile tedesco
- 27 dicembre - Berta di Savoia, imperatrice e regina (n. 1051)
- Abu Bakr ibn Umar, emiro berbero
- Al-Zarqali, astronomo e astrologo arabo (n. 1029)
- Arnolfo di Soissons, vescovo francese (n. 1040)
- Blot-Sven di Svezia, re norreno
- Costantino l'Africano, medico, letterato e monaco cristiano italiano
- Ermanno di Eppenstein, vescovo cattolico tedesco
- Oda di Stade, nobildonna germanica (n. 1040)
- Salomone d'Ungheria, re ungherese (n. 1053)
- Folco d'Angoulême, conte
- Ulf del Wessex, sovrano anglosassone

## Calendario
| Calendario 1087 | Calendario 1087 | Calendario 1087 | Calendario 1087 | Calendario 1087 | Calendario 1087 | Calendario 1087 | Calendario 1087 | Calendario 1087 | Calendario 1087 | Calendario 1087 | Calendario 1087 | Calendario 1087 | Calendario 1087 | Calendario 1087 | Calendario 1087 | Calendario 1087 | Calendario 1087 | Calendario 1087 | Calendario 1087 | Calendario 1087 | Calendario 1087 | Calendario 1087 | Calendario 1087 | Calendario 1087 | Calendario 1087 | Calendario 1087 | Calendario 1087 | Calendario 1087 | Calendario 1087 | Calendario 1087 | Calendario 1087 | Calendario 1087 |
| --------------- | --------------- | --------------- | --------------- | --------------- | --------------- | --------------- | --------------- | --------------- | --------------- | --------------- | --------------- | --------------- | --------------- | --------------- | --------------- | --------------- | --------------- | --------------- | --------------- | --------------- | --------------- | --------------- | --------------- | --------------- | --------------- | --------------- | --------------- | --------------- | --------------- | --------------- | --------------- | --------------- |
|                 | 1               | 2               | 3               | 4               | 5               | 6               | 7               | 8               | 9               | 10              | 11              | 12              | 13              | 14              | 15              | 16              | 17              | 18              | 19              | 20              | 21              | 22              | 23              | 24              | 25              | 26              | 27              | 28              | 29              | 30              | 31              |                 |
| Gennaio         | Ve              | Sa              | Do              | Lu              | Ma              | Me              | Gi              | Ve              | Sa              | Do              | Lu              | Ma              | Me              | Gi              | Ve              | Sa              | Do              | Lu              | Ma              | Me              | Gi              | Ve              | Sa              | Do              | Lu              | Ma              | Me              | Gi              | Ve              | Sa              | Do              |                 |
| Febbraio        | Lu              | Ma              | Me              | Gi              | Ve              | Sa              | Do              | Lu              | Ma              | Me              | Gi              | Ve              | Sa              | Do              | Lu              | Ma              | Me              | Gi              | Ve              | Sa              | Do              | Lu              | Ma              | Me              | Gi              | Ve              | Sa              | Do              |                 |                 |                 |                 |
| Marzo           | Lu              | Ma              | Me              | Gi              | Ve              | Sa              | Do              | Lu              | Ma              | Me              | Gi              | Ve              | Sa              | Do              | Lu              | Ma              | Me              | Gi              | Ve              | Sa              | Do              | Lu              | Ma              | Me              | Gi              | Ve              | Sa              | Do              | Lu              | Ma              | Me              |                 |
| Aprile          | Gi              | Ve              | Sa              | Do              | Lu              | Ma              | Me              | Gi              | Ve              | Sa              | Do              | Lu              | Ma              | Me              | Gi              | Ve              | Sa              | Do              | Lu              | Ma              | Me              | Gi              | Ve              | Sa              | Do              | Lu              | Ma              | Me              | Gi              | Ve              |                 |                 |
| Maggio          | Sa              | Do              | Lu              | Ma              | Me              | Gi              | Ve              | Sa              | Do              | Lu              | Ma              | Me              | Gi              | Ve              | Sa              | Do              | Lu              | Ma              | Me              | Gi              | Ve              | Sa              | Do              | Lu              | Ma              | Me              | Gi              | Ve              | Sa              | Do              | Lu              |                 |
| Giugno          | Ma              | Me              | Gi              | Ve              | Sa              | Do              | Lu              | Ma              | Me              | Gi              | Ve              | Sa              | Do              | Lu              | Ma              | Me              | Gi              | Ve              | Sa              | Do              | Lu              | Ma              | Me              | Gi              | Ve              | Sa              | Do              | Lu              | Ma              | Me              |                 |                 |
| Luglio          | Gi              | Ve              | Sa              | Do              | Lu              | Ma              | Me              | Gi              | Ve              | Sa              | Do              | Lu              | Ma              | Me              | Gi              | Ve              | Sa              | Do              | Lu              | Ma              | Me              | Gi              | Ve              | Sa              | Do              | Lu              | Ma              | Me              | Gi              | Ve              | Sa              |                 |
| Agosto          | Do              | Lu              | Ma              | Me              | Gi              | Ve              | Sa              | Do              | Lu              | Ma              | Me              | Gi              | Ve              | Sa              | Do              | Lu              | Ma              | Me              | Gi              | Ve              | Sa              | Do              | Lu              | Ma              | Me              | Gi              | Ve              | Sa              | Do              | Lu              | Ma              |                 |
| Settembre       | Me              | Gi              | Ve              | Sa              | Do              | Lu              | Ma              | Me              | Gi              | Ve              | Sa              | Do              | Lu              | Ma              | Me              | Gi              | Ve              | Sa              | Do              | Lu              | Ma              | Me              | Gi              | Ve              | Sa              | Do              | Lu              | Ma              | Me              | Gi              |                 |                 |
| Ottobre         | Ve              | Sa              | Do              | Lu              | Ma              | Me              | Gi              | Ve              | Sa              | Do              | Lu              | Ma              | Me              | Gi              | Ve              | Sa              | Do              | Lu              | Ma              | Me              | Gi              | Ve              | Sa              | Do              | Lu              | Ma              | Me              | Gi              | Ve              | Sa              | Do              |                 |
| Novembre        | Lu              | Ma              | Me              | Gi              | Ve              | Sa              | Do              | Lu              | Ma              | Me              | Gi              | Ve              | Sa              | Do              | Lu              | Ma              | Me              | Gi              | Ve              | Sa              | Do              | Lu              | Ma              | Me              | Gi              | Ve              | Sa              | Do              | Lu              | Ma              |                 |                 |
| Dicembre        | Me              | Gi              | Ve              | Sa              | Do              | Lu              | Ma              | Me              | Gi              | Ve              | Sa              | Do              | Lu              | Ma              | Me              | Gi              | Ve              | Sa              | Do              | Lu              | Ma              | Me              | Gi              | Ve              | Sa              | Do              | Lu              | Ma              | Me              | Gi              | Ve              |                 |